# Kiruna

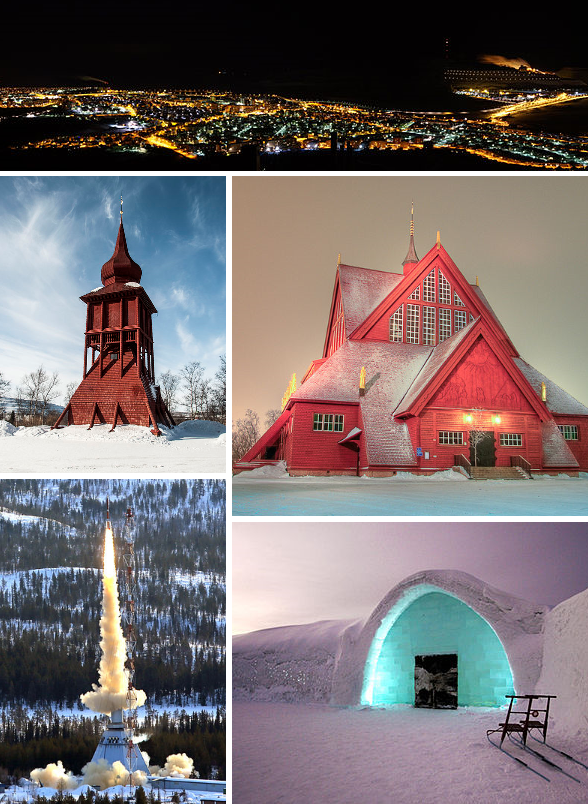
Kiruna

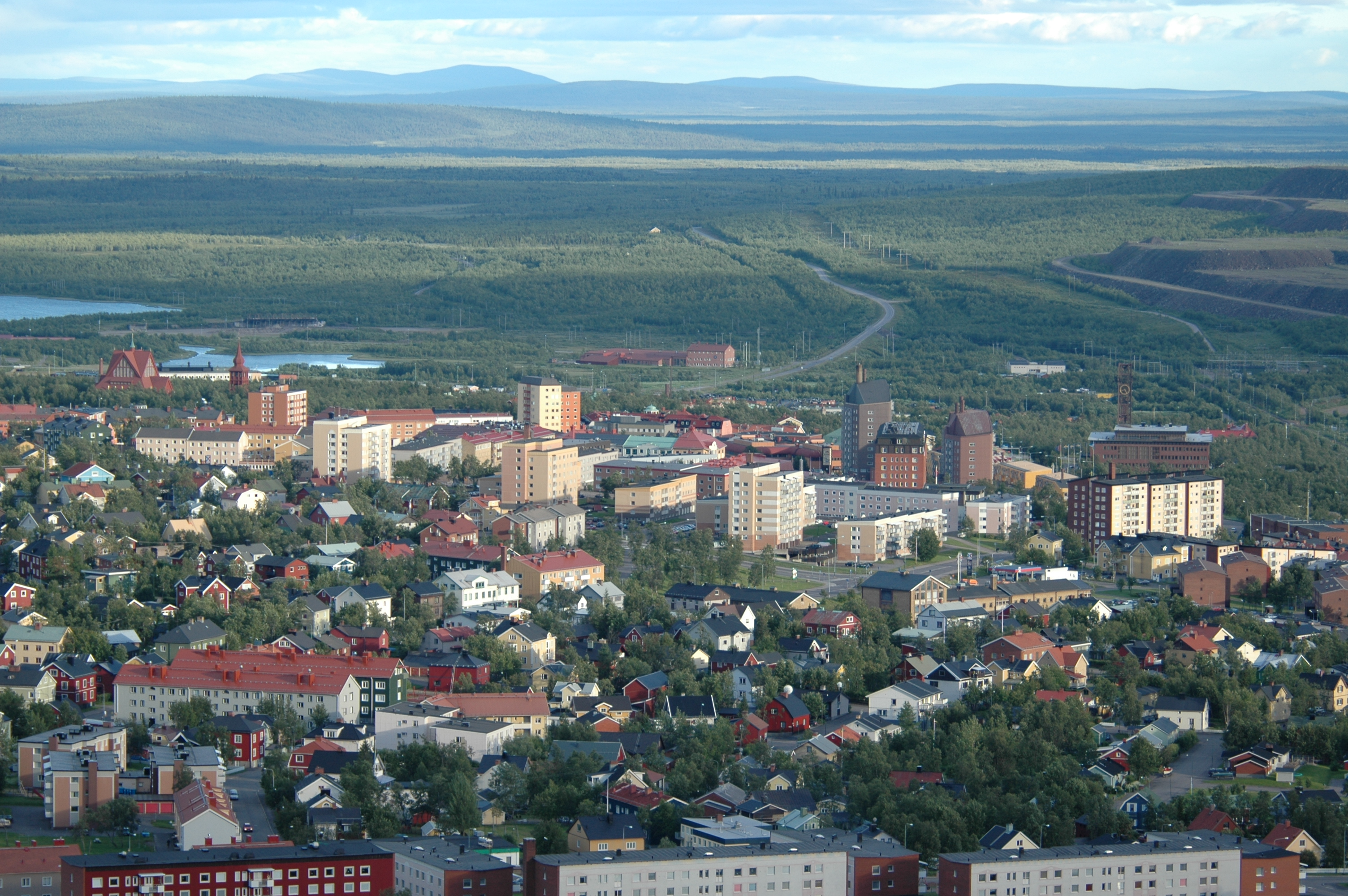
Kiruna und Umgebung

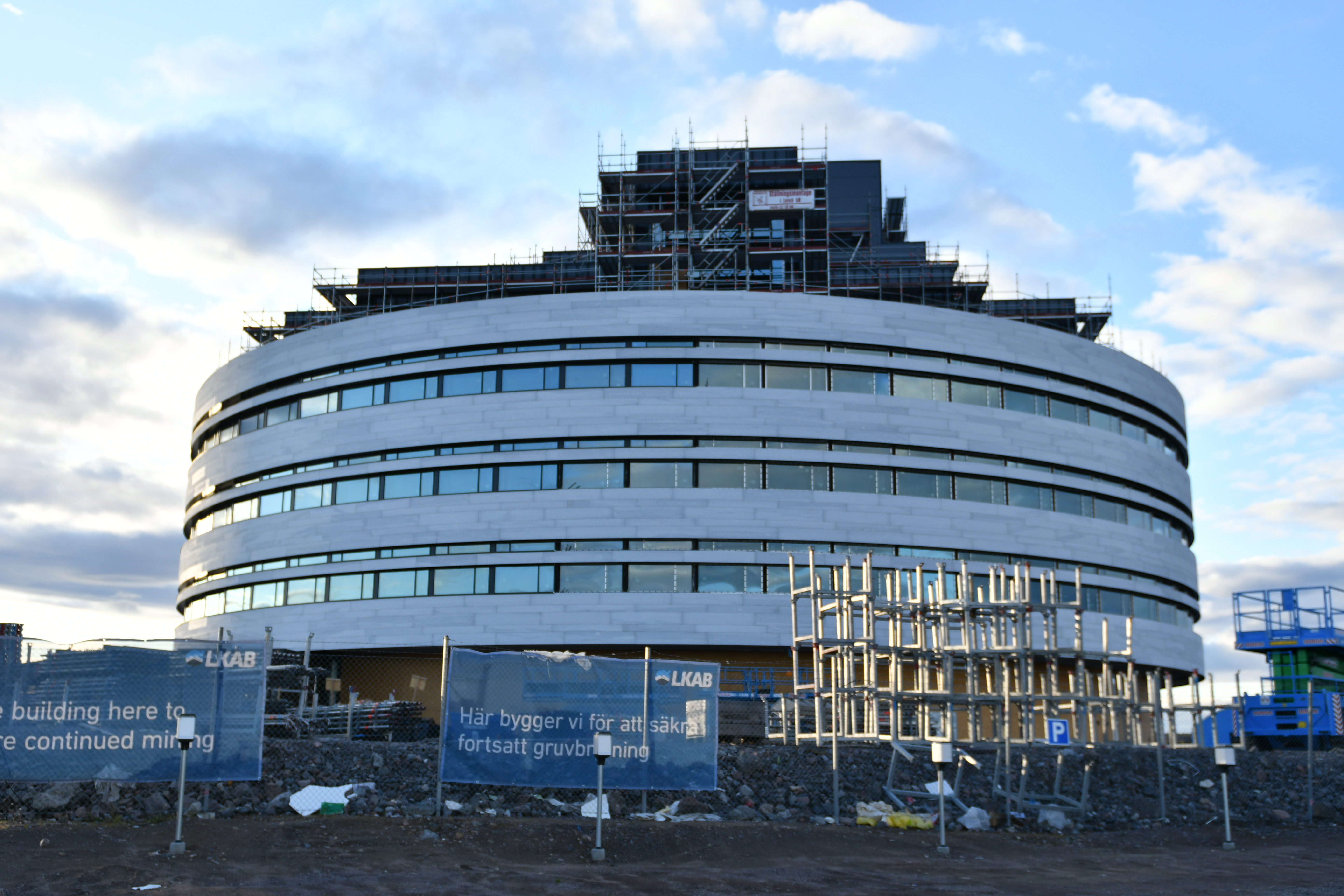
Neues Rathaus (2017)

Kiruna (nordsamisch Giron, finnisch Kiiruna, meänkieli Kieruna) ist die nördlichste Stadt Schwedens. Der Hauptort der gleichnamigen Gemeinde liegt in der Provinz Norrbottens län und der historischen Provinz Lappland. Die nordsamische Bezeichnung des Ortes ist Giron, was Schneehuhn bedeutet, das auch im Stadtwappen enthalten ist.
Kiruna entstand als Siedlung für das gleichnamige Eisenerzbergwerk. Damit die unter der Stadt liegenden Vorkommen abgebaut werden können, wird sie bis 2040 komplett um fünf Kilometer nach Osten verlegt.
Laut Angaben des schwedischen Energie- und Wirtschaftsministeriums liegen unter Kiruna auch 1,7 Millionen Tonnen seltene Erden. Sie sollen in der bestehenden Mine und in einem unterirdischen Vorkommen namens Per Geijer abgebaut werden, wo sie noch konzentrierter vorliegen. 
Mit diesen seltenen Erden kann die Importabhängigkeit Europas (vor allem von der VR China) deutlich verringert werden.

## Geografie
Kiruna liegt zwischen den beiden Erzbergen Kiirunavaara (749 m ö.h.) und Luossavaara (729 m ö.h.), wo hochwertiges Magnetit-Eisenerz mit 60 bis 70 % Eisengehalt gefunden wurde. Westlich der Stadt befindet sich der See Luossajärvi. Die Bodenstation Kiruna zur Kommunikation mit ESA-Satelliten liegt etwa 30 km, der Raketenstartplatz Esrange für den Start von zivilen Forschungsraketen 45 km östlich der Stadt.
Die Stadt liegt nördlich des Polarkreises. Die Mitternachtssonne scheint von Juni bis Juli 50 Tage ununterbrochen. Etwa sieben Monate lang gibt es in Kiruna länger Sonnenlicht als in Stockholm. Im Winter herrscht hingegen 20 Tage Polarnacht: vom 12. bis einschließlich 31. Dezember steigt die Sonne nie vollständig über den Horizont.

### Klima
Kiruna hat subarktisches Inlandsklima mit beträchtlichen Temperaturunterschieden zwischen Sommer und Winter. Im Sommer betragen die Temperaturen in Kiruna zwischen 8 und 16 °C (im Juli). Die Winter sind kalt, die Tagestemperaturen liegen im Januar zwischen −9 und −15 °C. In klaren, windstillen Nächten kann es deutlich unter −30 °C gehen.
|                        | Jan   | Feb   | Mär   | Apr  | Mai  | Jun  | Jul  | Aug  | Sep | Okt  | Nov  | Dez   |   |      |
| Mittl. Temperatur (°C) | −13,4 | −12,6 | −8,4  | −2,2 | 3,4  | 9,5  | 13,1 | 10,9 | 6,1 | −0,8 | −7,2 | −10,8 | ⌀ | −1   |
| Mittl. Tagesmax. (°C)  | −10,8 | −10,5 | −5,3  | 1,1  | 6,7  | 12,6 | 16,2 | 13,9 | 8,8 | −0,8 | −7,2 | −10,8 | ⌀ | 1,2  |
| Mittl. Tagesmin. (°C)  | −16,1 | −15,4 | −11,8 | −6,1 | −1,0 | 5,4  | 9,4  | 7,6  | 3,2 | −3,0 | −9,7 | −13,6 | ⌀ | −4,2 |
|                        |       |       |       |      |      |      |      |      |     |      |      |       |   |      |
| Niederschlag (mm)      | 40    | 34    | 32    | 34   | 61   | 87   | 115  | 89   | 69  | 54   | 45   | 43    | Σ | 703  |
|                        |       |       |       |      |      |      |      |      |     |      |      |       |   |      |
| Regentage (d)          | 8     | 7     | 7     | 6    | 8    | 10   | 11   | 11   | 8   | 8    | 8    | 8     | Σ | 100  |
|                        |       |       |       |      |      |      |      |      |     |      |      |       |   |      |
| Luftfeuchtigkeit (%)   | 84    | 84    | 81    | 77   | 73   | 68   | 72   | 77   | 83  | 88   | 88   | 83    | ⌀ | 79,8 |

| −16,1 |

| −15,4 |

| −11,8 |

| −6,1 |

| −1,0 |

| 5,4 |

| 9,4 |

| 7,6 |

| 3,2 |

| −3,0 |

| −9,7 |

| −13,6 |

| −16,1 |

| −15,4 |

| −11,8 |

| −6,1 |

| −1,0 |

| 5,4 |

| 9,4 |

| 7,6 |

| 3,2 |

| −3,0 |

| −9,7 |

| −13,6 |

## Geschichte Kirunas

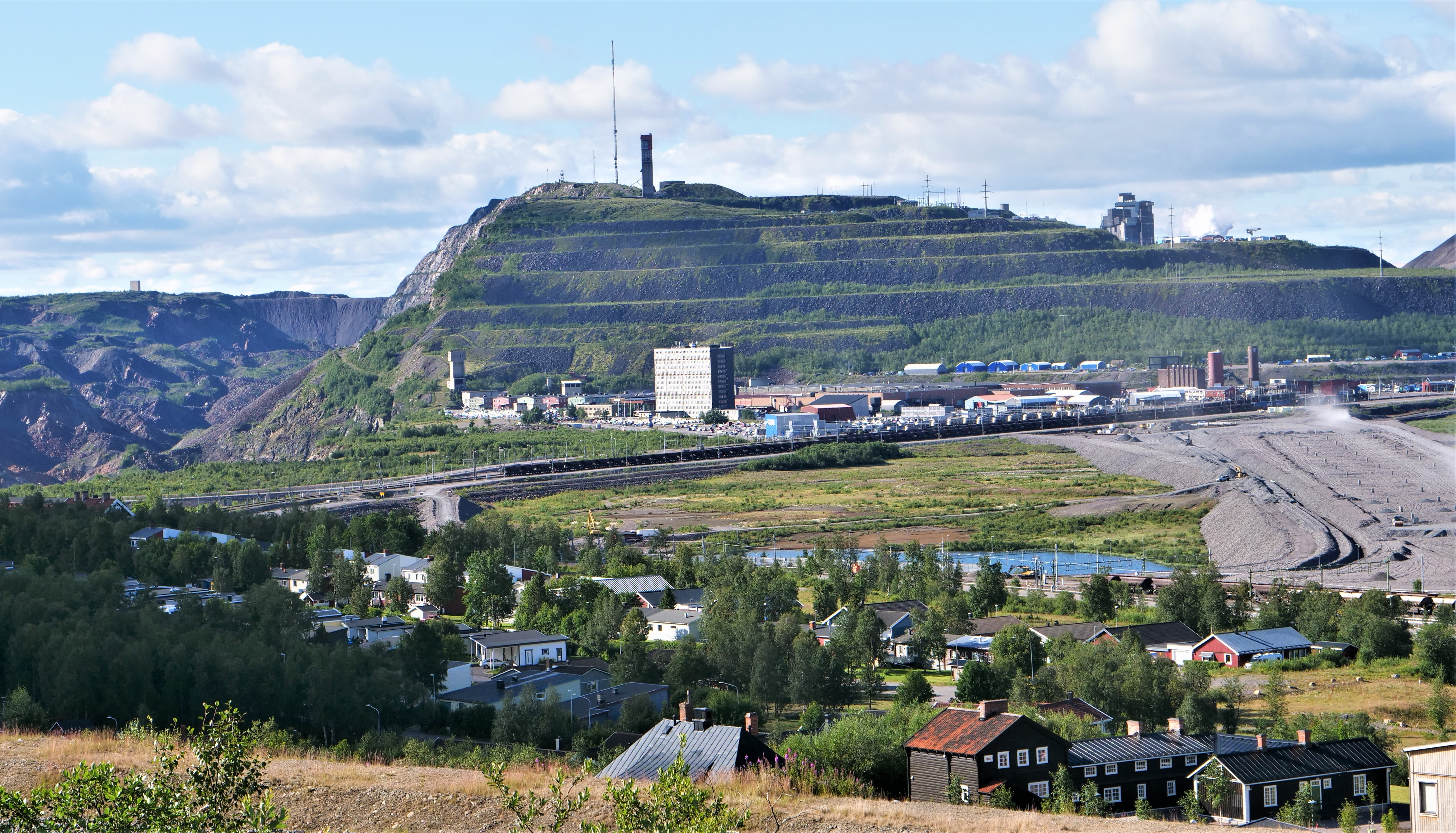
LKAB-Verwaltungsgebäude vor Erzmine und Abraumhalden

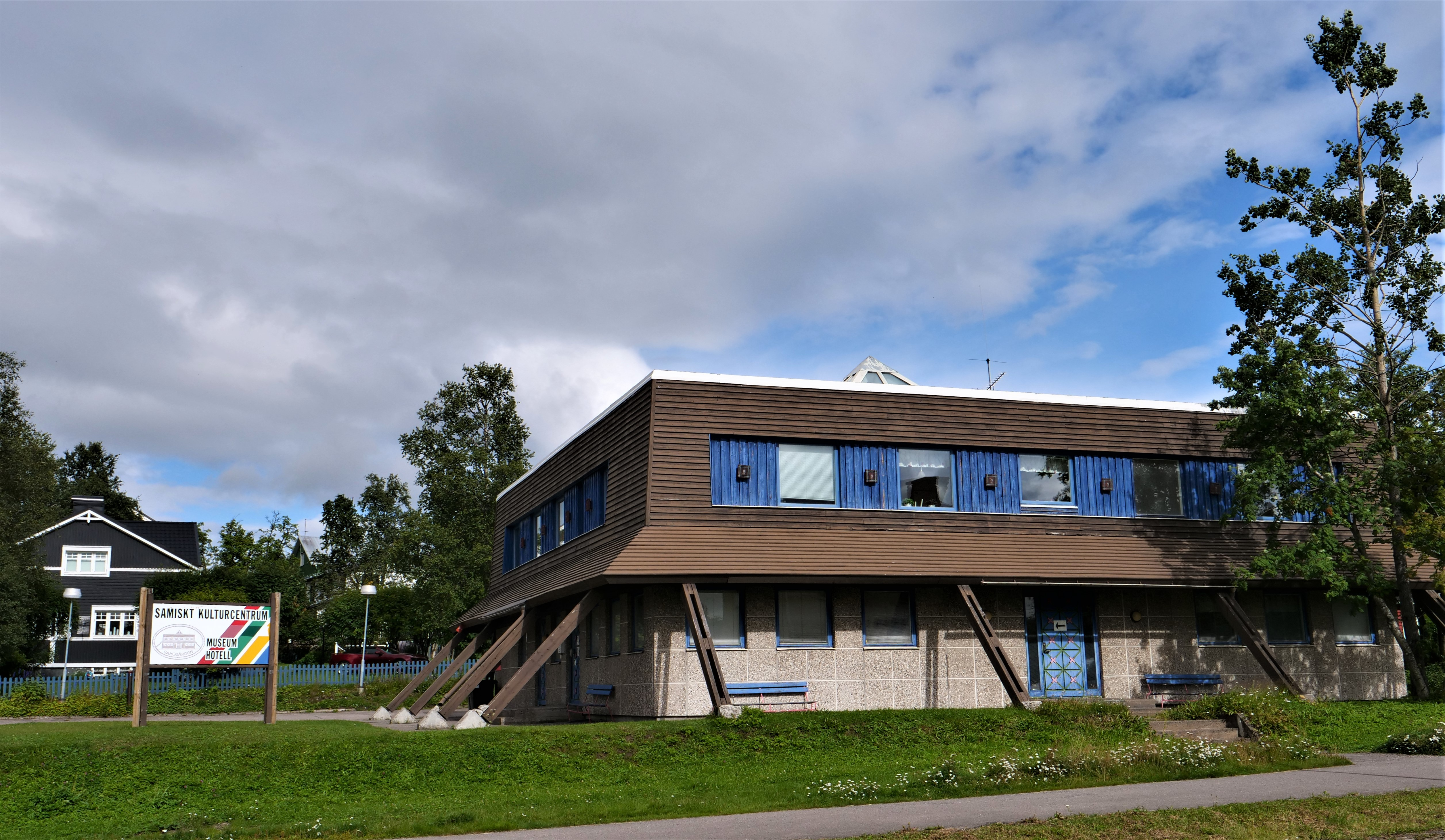
Samisches Kulturzentrum in Kiruna

Mit dem Bau der Erzbahn konnten die schon vorher bekannten Erzfunde bei Kiirunavaara und Luossavaara abgebaut werden. Rund um die Eisenbahnstation Luossavaare entstand eine Siedlung, die im Jahr 1900 in Kiruna umbenannt wurde. Kiruna wurde 1908 zur Minderstadt erhoben. 1948 wurde die Gemeinde Jukkasjärvi, zu der der Ort Kiruna gehörte, in Kiruna umbenannt und zur Stadt erhoben. Seit 1993 tagt dort der Samething, die parlamentarische Vertretung des Volkes der Samen.
Der frühere Name Luossavaara ist erstmals 1736 als Luosawara belegt und entstand aus der Übernahme des samischen Wortes Luossavárri ins Finnische, einer Zusammensetzung aus den nordsamischen Wörtern luossa für Lachs und várri für Berg. Der erste Namensteil ging vom nahen See Luossajárvi (járvi für See) auf den einen Erzberg über und war auch bis 1900 die Bezeichnung des Ortes.
Der heutige schwedische Name des Ortes ist abgeleitet von der finnischen Form Kiiruna, die wiederum eine Übersetzung des samischen Wortes Giron für Schneehuhn ist. Ursprünglich war damit nur der zweite Erzberg Kiirunavaara (Berget Kieruna, 1736) gemeint.

## Erzabbau und dessen Folgen

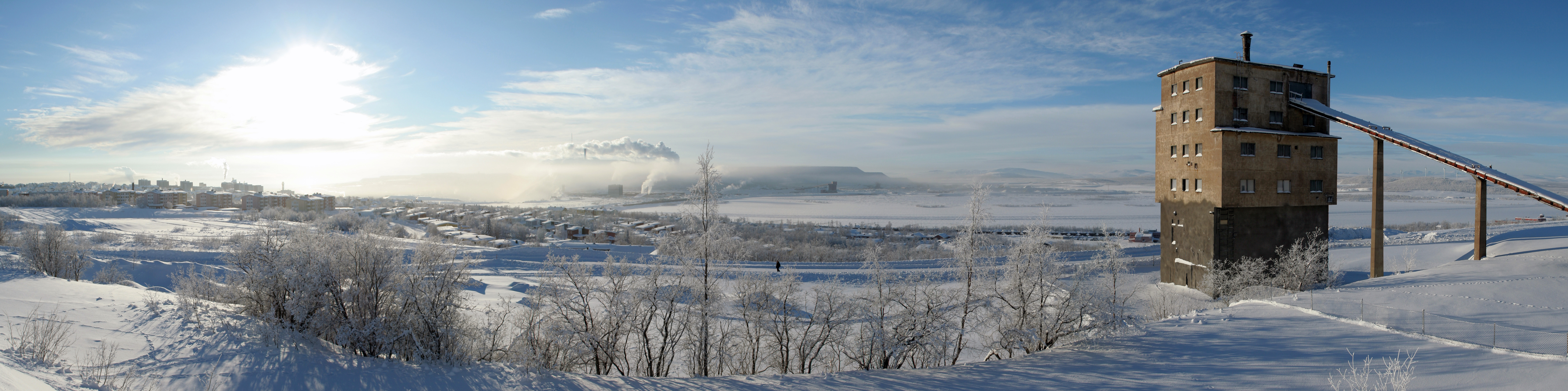
Blick auf Kiruna von der alten Mine auf dem Luossavaara zur neuen Mine auf dem Kiirunavaara.

Blick auf die Stadt vom Luossavaara aus

Der Erzabbau erfolgt in einer vulkanisch-exhalativen Lagerstätte, die schräg unter der Stadt verläuft. 2008 förderte das staatliche schwedische Bergbauunternehmen LKAB etwa 24 Millionen Tonnen Eisenerz.

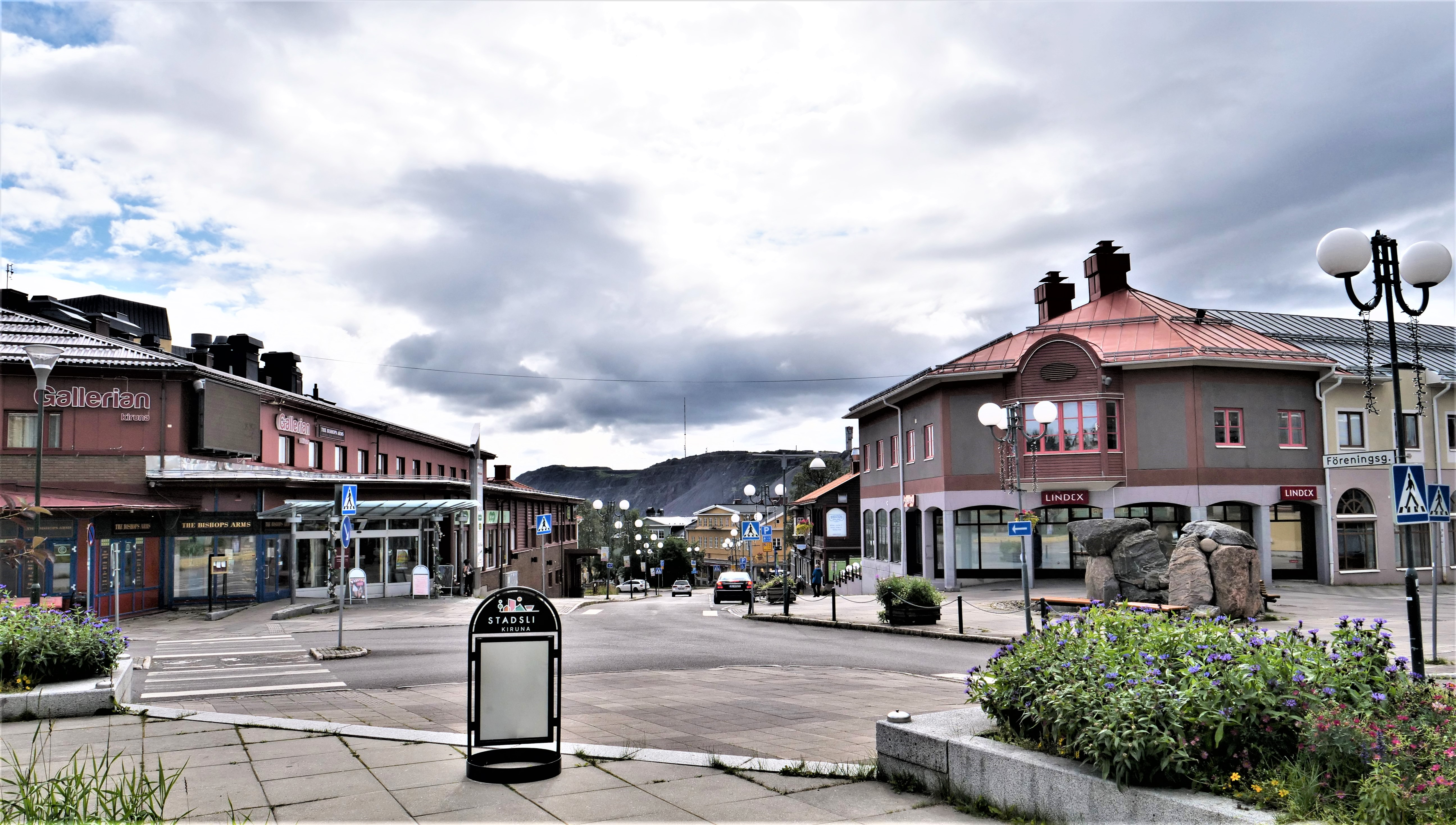
Alter Ortskern Kirunas im Jahr 2022

Mit Fortschreiten des Abbaus wurden die Stadtteile darüber zu unsicherem Gebiet. Die Umsiedlung der Bevölkerung und der Abriss alter Gebäude sind im Gange. 
Die Alternative zur Umsiedlung wäre die Einstellung des Bergbaus und damit der wirtschaftlichen Grundlage der Stadt.
Im Januar 2007 fasste der Stadtrat von Kiruna den Beschluss, dass das Stadtzentrum von Kiruna innerhalb der nächsten Jahrzehnte um vier Kilometer versetzt werden muss, damit die Bauten nicht durch Risse, lokale Erdbeben und Einstürze gefährdet werden. Die Planung sah vor, die Eisenbahn westlich des Berges Kiirunavaara zu verlegen. Die Siedlungen würden Schritt für Schritt weiter nordwestlich an die bestehende Stadt angebaut, so dass die Erhaltung der Infrastruktur relativ einfach möglich wäre. Auf diese Weise hätte sich Kiruna im Laufe der folgenden 50 bis 100 Jahre um einige Kilometer von seinem jetzigen Standpunkt verlagert.
Im Juni 2010 wurde beschlossen, ein neues Stadtzentrum fünf Kilometer weiter östlich zu bauen. Der 2014 vorgelegte Umzugsmasterplan sieht eine schrittweise Übersiedlung der Stadt bis 2033 vor. Die 1912 von Gustaf Wickman aus Holz erbaute Kirche – welche in Anlehnung an die Form einer samischen Kote aus Birkenstämmen errichtet wurde – blieb vollständig erhalten und wurde im August 2025 an den neuen Standort übersiedelt. Für einige Gebäude wurde vom Staat der Denkmalschutz aufgehoben. So wird das 1959 bis 1962 nach Plänen des Architekten Artur von Schmalensee errichtete, denkmalgeschützte Rathaus abgerissen, da eine Übersiedlung teurer als ein Neubau wäre. Das neue Rathaus soll nach den Plänen des dänischen Architekturbüros Henning Larsen Architects gebaut werden.

Kirunas Holzkirche vor dem geplanten Umzug
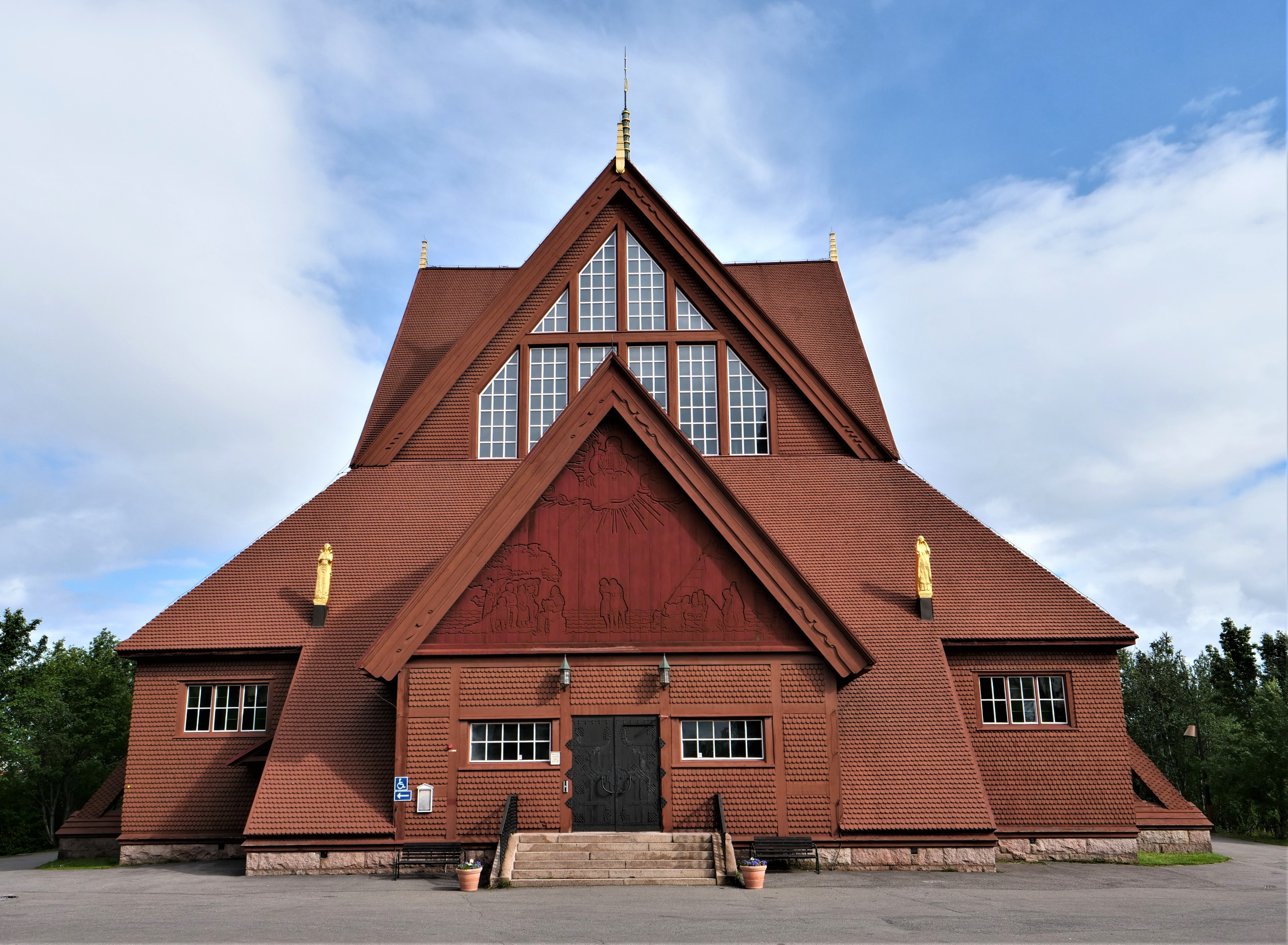
Westfassade
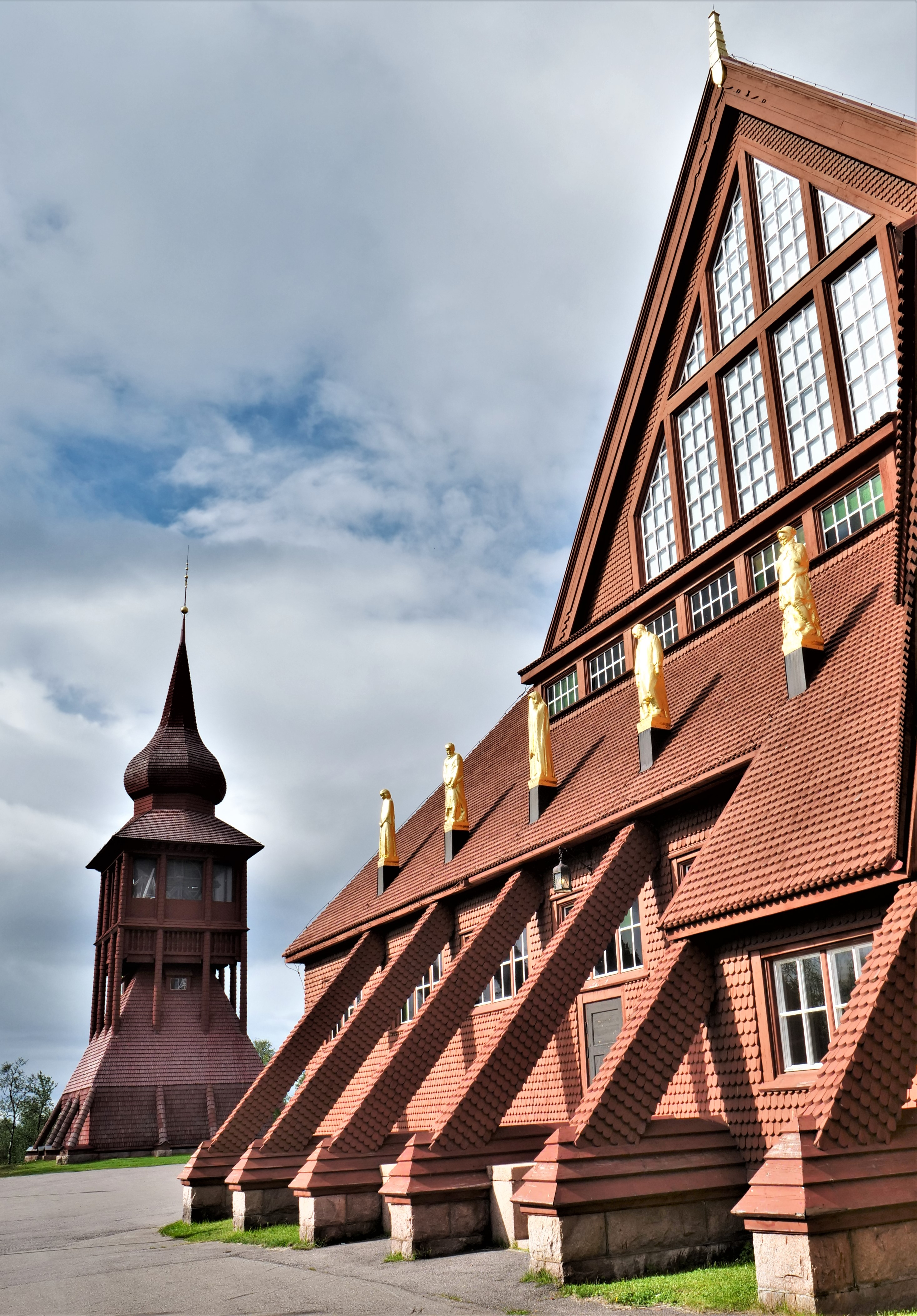
Südfassade und Glockenturm
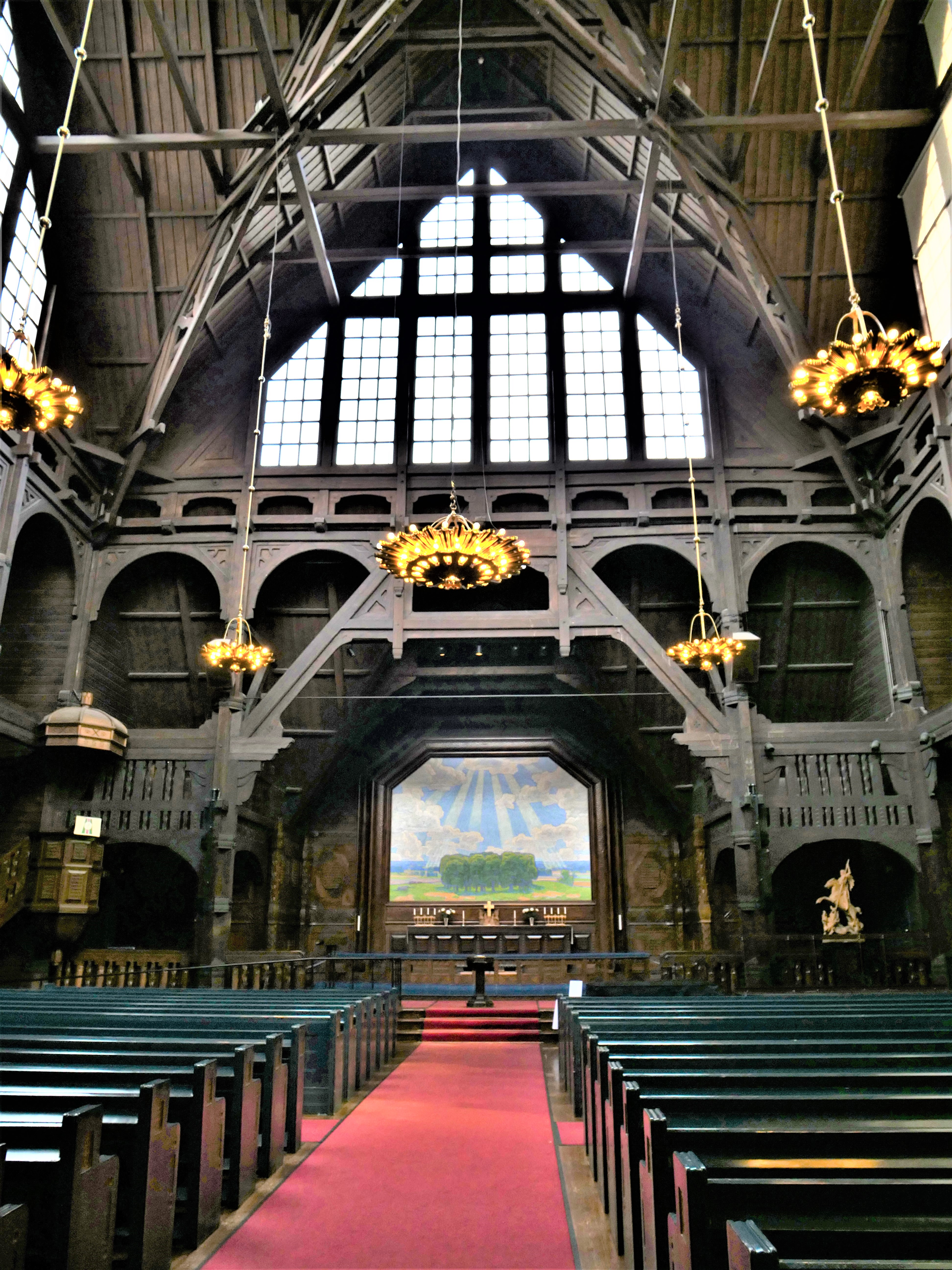
Kircheninnenraum
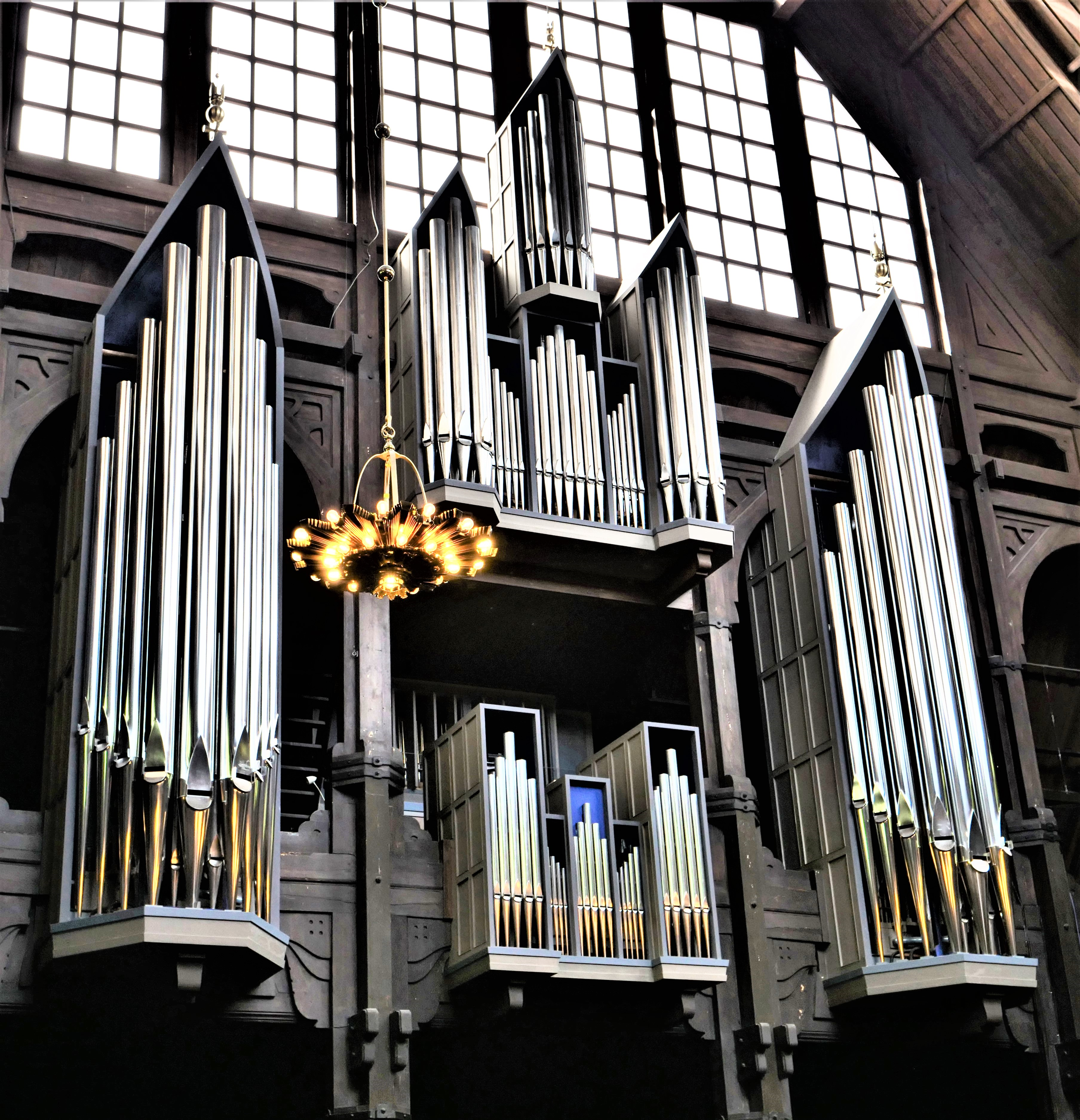
Orgel
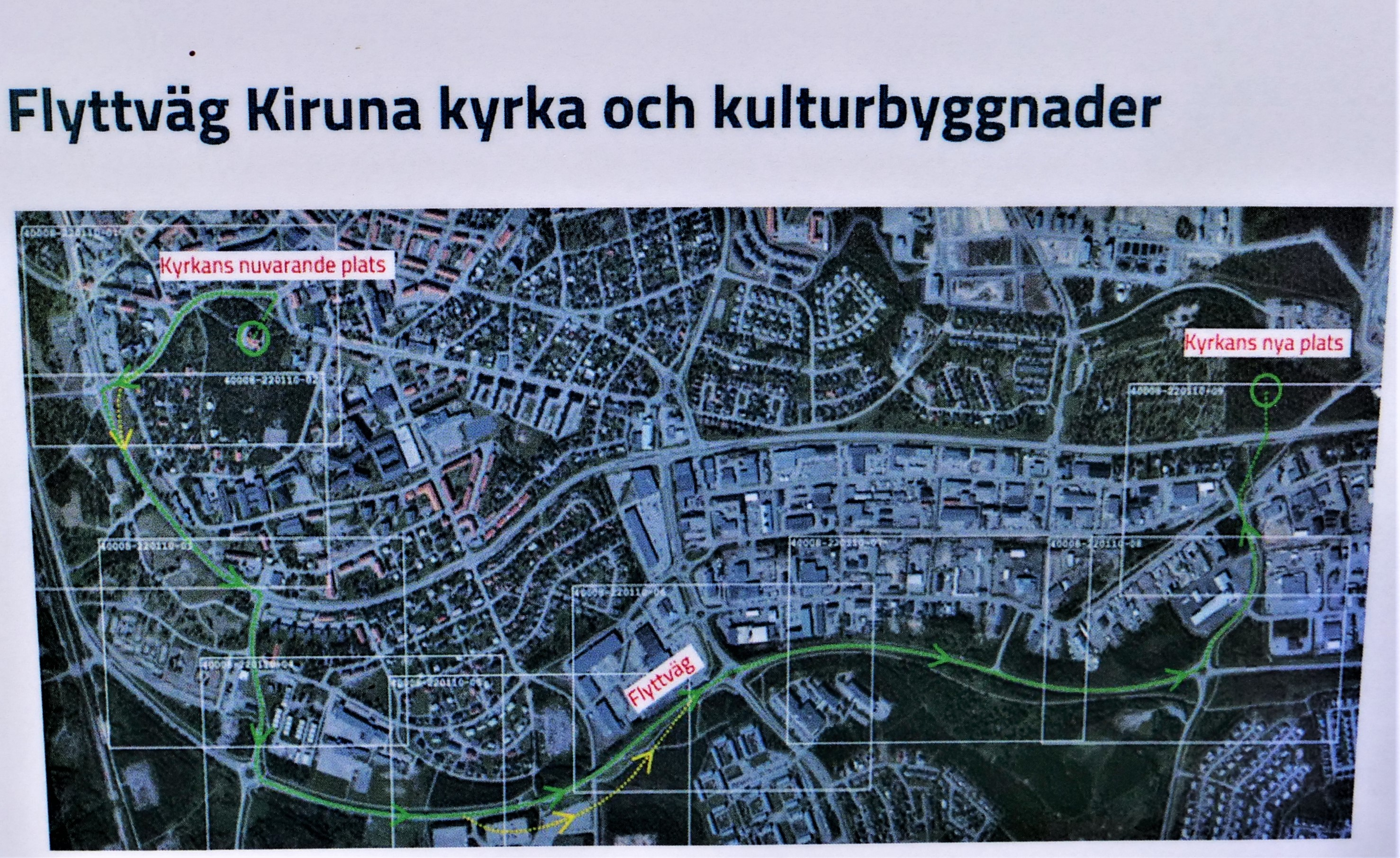
Geplante Kirchenumzugsroute

Am 18. Mai 2020 ereignete sich in der Stadt eines der stärksten je in Schweden registrierten Erdbeben mit einer Magnitude von 4,9 mb. Menschen kamen dabei nicht zu Schaden. Nach Ansicht des Geologen Björn Lund von der Universität Uppsala standen die Erschütterungen im Zusammenhang mit dem Bergbau.
Der Roman Tio över ett behandelt das Leben eines Teenagers in Kiruna und die Folgen des Bergbaus.

## Verkehr

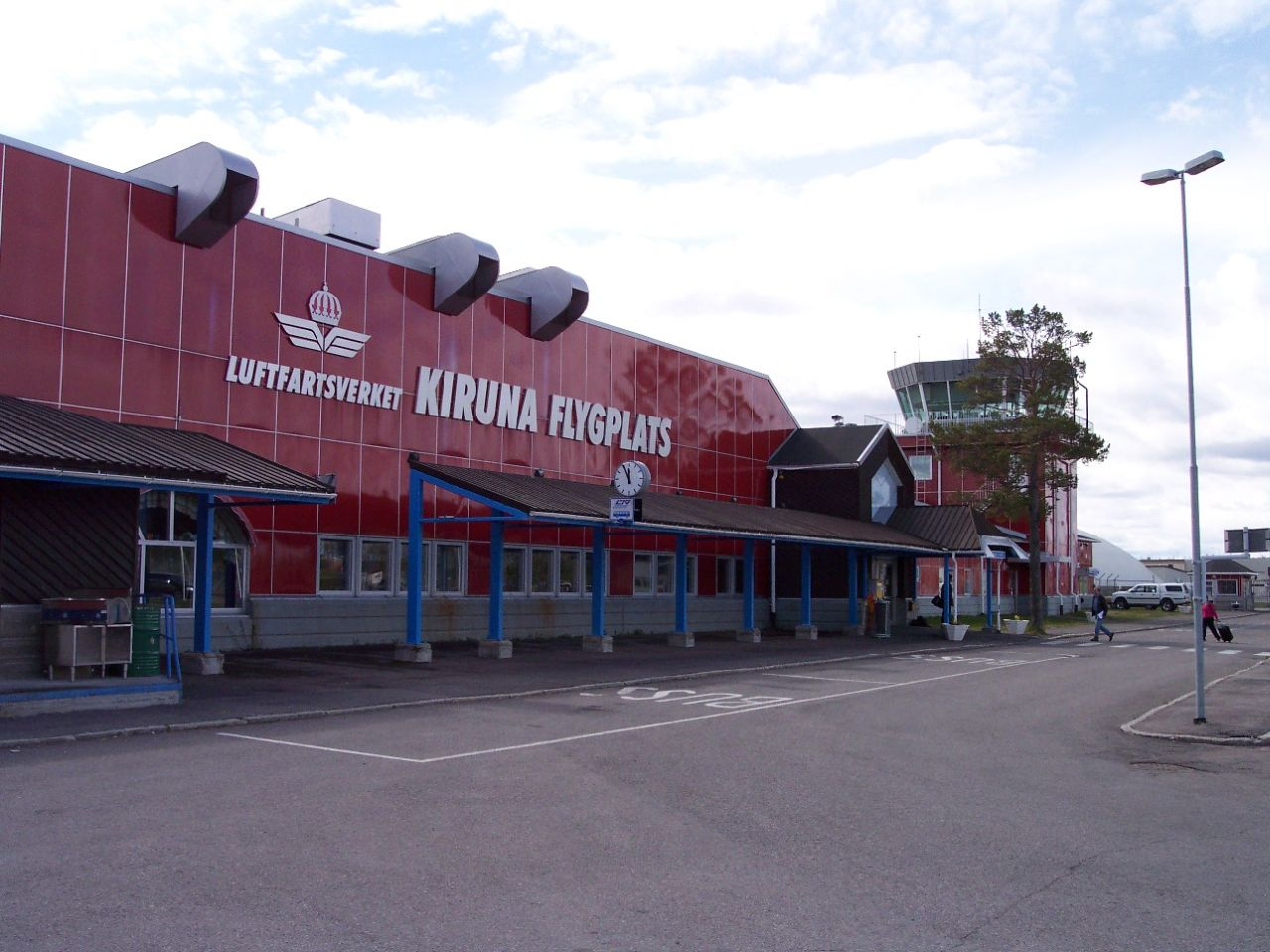
Flughafen von Kiruna

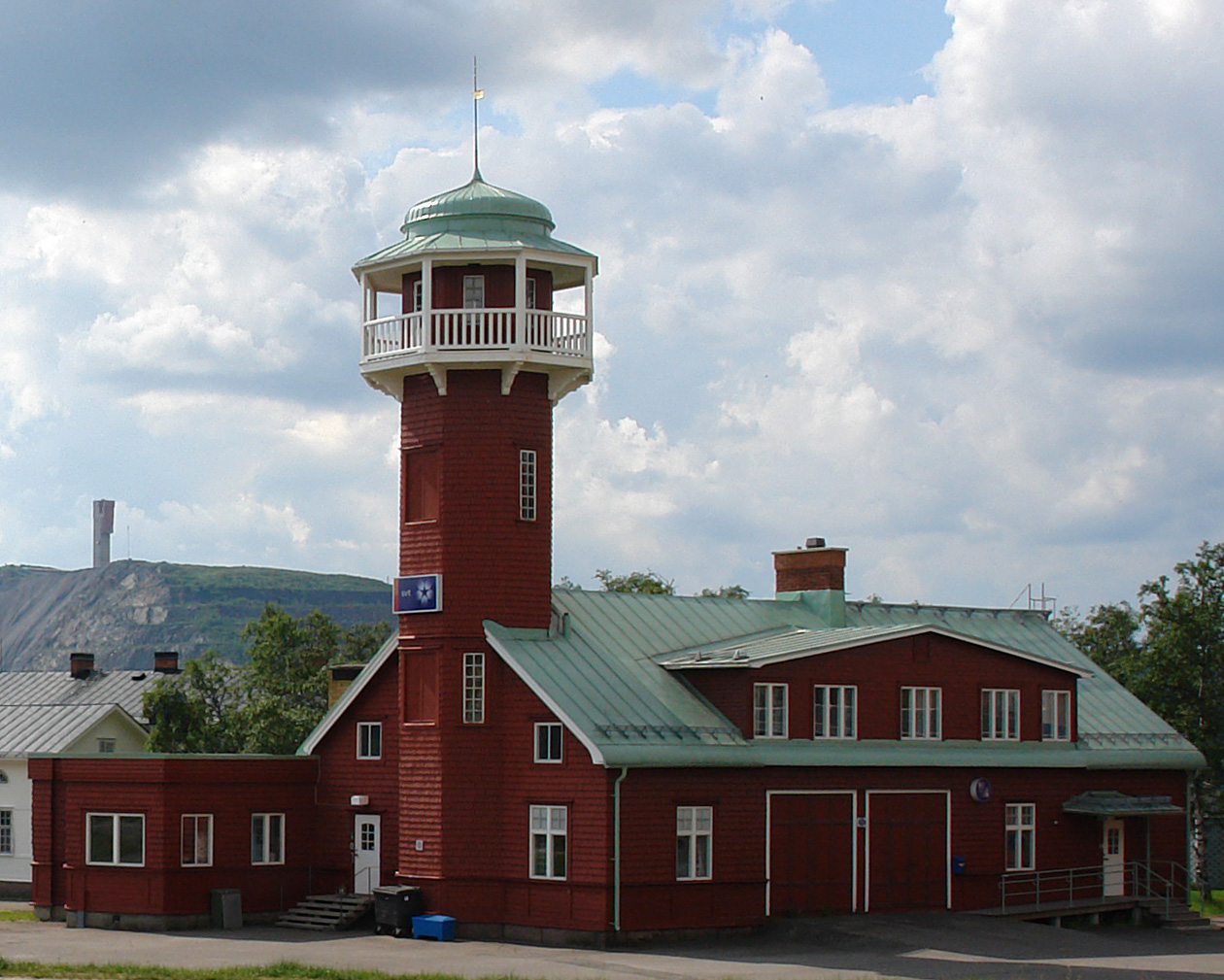
Alte Feuerwache

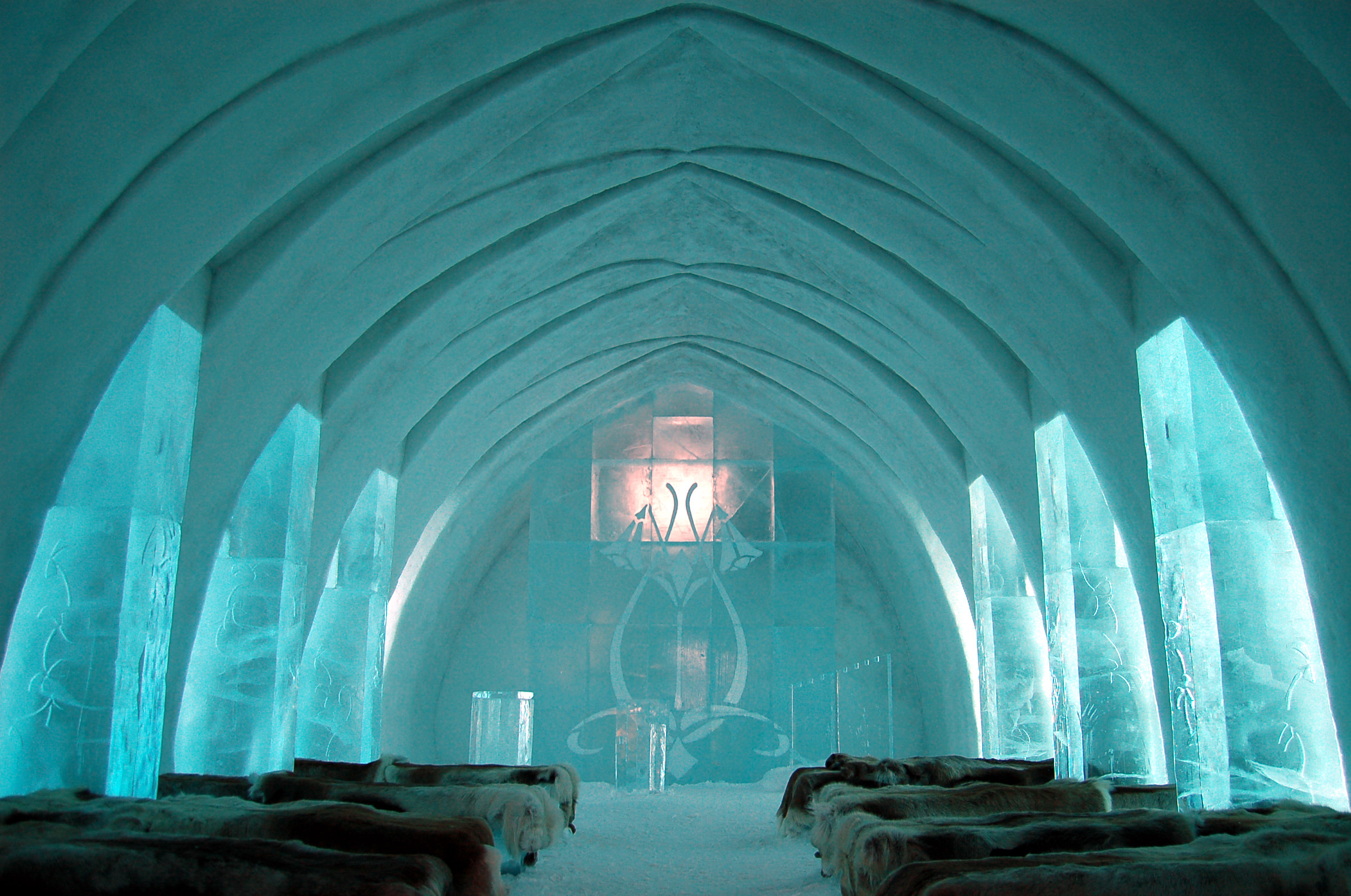
Eishotel

Eine wichtige Verkehrsverbindung ist die 1903 vollendete, am 14. Juli 1903 offiziell von König Oskar II. eingeweihte und bis 1915 vollständig elektrifizierte Bahnlinie von Luleå über Gällivare, Kiruna nach Narvik. Im Nordwesten der Stadt befindet sich der Bahnhof Kiruna, der als Personen- und Güterbahnhof angelegt ist und neben einem größeren Parkplatz, einer Bushaltestelle und Taxistellplätzen einen klimatisierten Warteraum für Fahrgäste umfasst.
Vom Güterbahnhof aus wird das mit der Malmbanan („Erzbahn“, von Norwegern als „Ofotbanen“ bezeichnet) aus Kiruna antransportierte Erz verschifft. Die Strecke Luleå–Narvik ist 473 Kilometer lang. In Richtung Luleå wird sie fünfmal pro Tag und in der Gegenrichtung viermal pro Tag befahren. Diese Strecke ist eine wichtige Zugverbindung für Gütertransporte innerhalb Skandinaviens.
Neben der Malmbanan gibt es einen direkten Nachtzug von Stockholm nach Kiruna und zurück.
Die Stadt liegt an der Europastraße 10. Im Südosten von Kiruna gibt es einen Flughafen.

## Tourismus
Kiruna bietet vielfältige Betätigungsmöglichkeiten für Urlauber. Im Sommer können diese wandern, Kanu fahren, jagen und fischen, im Winter Ski und Hundeschlitten fahren oder mit Schneeschuhen Wanderungen unternehmen. Der höchste Berg Schwedens, der Kebnekaise, ist nicht weit. Bekannt ist das Eishotel in Jukkasjärvi, welches jährlich ab Oktober neu gebaut und im Dezember eröffnet wird.
Sehenswert ist die ganz aus Holz erbaute Kirche von Kiruna, die 1912 von Gustaf Wickman in Anlehnung an die Form einer samischen Kote errichtet wurde. Besonders eindrucksvoll ist das Altarbild, das von Prinz Eugen von Schweden gemalt wurde und eine sonnendurchströmte Landschaft zeigt. Die Kirche wurde 2001 zum schönsten Gebäude Schwedens gewählt.
Einen Besuch wert ist die Kåppashålagrotte, eines der längsten Grottensysteme Schwedens. Nach dem Einstieg können unterirdische Wasserfälle bewundert werden. Das Bergwerkmuseum informiert über die 100-jährige Geschichte und die Entwicklung der Grube.
Die LKAB bietet Führungen durch eine Ausstellungsmine an. Der Bus fährt vom Kiruna-Touristenbüro zu den Ausstellungsminen (nicht alle sind zur Besichtigung freigegeben). Dort kann 500 m unter der Erde besichtigt werden, wie Eisenerz gewonnen wird. Ein Fremdenführer erklärt mit Diashows die Weiterverarbeitung des Erzes. Die Führung wird täglich angeboten (von September bis Mai nur bei ausreichender Nachfrage). Aus Sicherheitsgründen müssen Kinder mindestens sechs Jahre alt und 1,1 m groß sein, um die Mine betreten zu dürfen; ferner muss der Besucher schwedisch oder englisch sprechen können, um im Notfall dem Sicherheitspersonal Folge leisten zu können.
Eine weitere Attraktion sind die zu bestimmten Zeiten stattfindenden Besichtigungstouren des Raketenstartplatzes Esrange.

## Sport
Der örtliche Fußballverein Kiruna FF stand 1991 auf dem Sprung in die 1. schwedische Liga (Allsvenskan) und spielt derzeit in der Div. III Norra Norrland (5. Liga).
Das Eishockey-Team der Stadt, Kiruna IF, spielt in der Div. I Norra, der dritthöchsten Eishockey-Klasse in Schweden.

## Persönlichkeiten

### Söhne und Töchter der Stadt
- Sigvard Eklund (1911–2000), Wissenschaftler, zweiter Generaldirektor der Internationalen Atomenergieorganisation
- Börje Salming (1951–2022), Eishockeyspieler
- Göte Wälitalo (* 1956), ehemaliger Eishockeytorwart und jetziger -trainer
- Åsa Larsson (* 1966), Krimiautorin; einige ihrer Kriminalromane spielen in und um Kiruna
- Jesper Rönnbäck (* 1974), Freestyle-Skier
- Carl Boutard (* 1975), Bildhauer, lebt und arbeitet in Malmö und Berlin
- Mathias Edenborn (* 1975), Musicaldarsteller
- Emma Eliasson (* 1989), Eishockeyspielerin
- Ylva Stålnacke (* 1992), alpine Skirennläuferin
- Hanna Öberg (* 1995), Biathletin
- Lisa Vinsa (* 1995), Skilangläuferin
- Elvira Öberg (* 1999), Biathletin

### Personen, die in Kiruna gewirkt haben
- Hans Holmér (1930–2002), Kommissar und Jurist
- Karl Holmström (1925–1974), ehemaliger Skispringer
- Gustaf Wickman (1858–1916), Architekt